# دييغو (لاعب كرة قدم برازيلي)
دييغو هو لاعب كرة قدم برازيلي في مركز حراسة المرمى، ولد في 15 أبريل 1986 في Curvelo ‏ في البرازيل. لعب مع بوتافوغو ريغاتاس.